# 華榮街 (臺北市)
華榮街（通用漢語：HuaRong St.，威妥瑪拼音：Huajong St.），為臺灣臺北市士林區士林地區福佳里的次要道路，南起於士林區中正路，北迄於美崙街八巷旁之住宅區，路段為單向單行柏油路面混合式車道，車輛有規定時間禁止行駛。設置於此街上的傳統市場俗稱為華榮街市場、華榮市場或直稱華榮街攤販集中場。

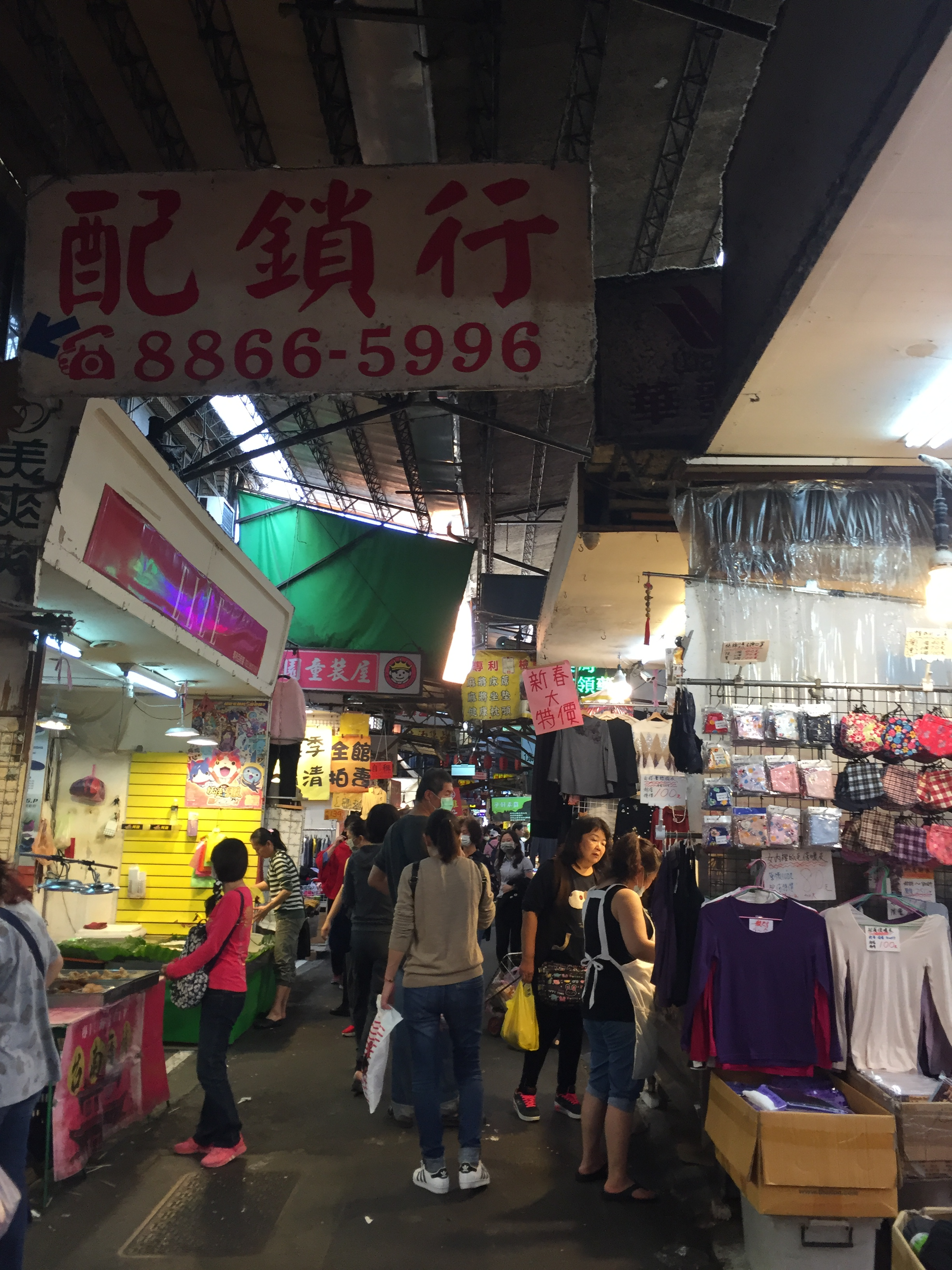
華榮街內街景

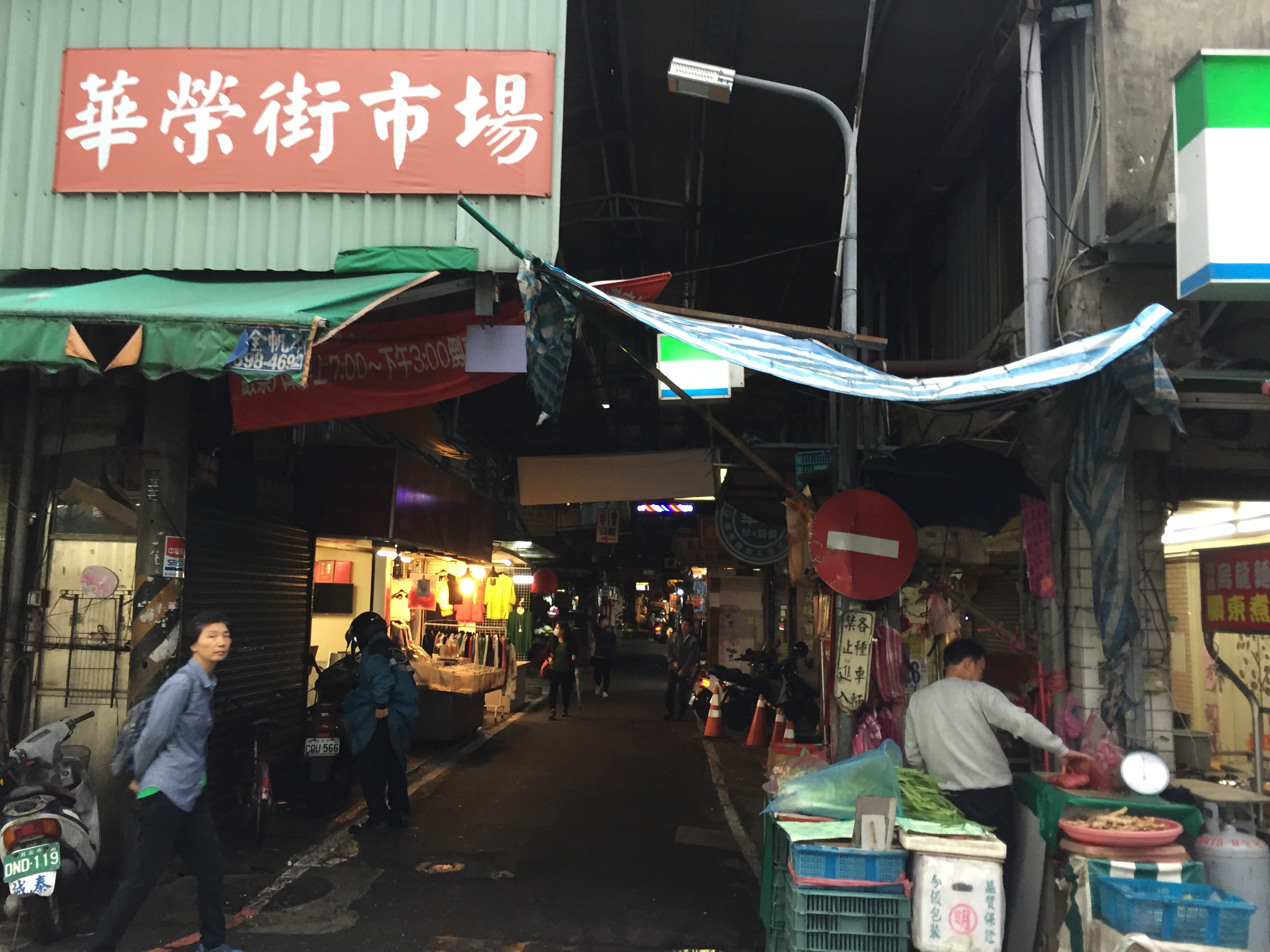
華榮街北口

## 概況

### 歷史
華榮街一帶最早為金山區漁民沿陽明山魚路古道抵達士林後的交易地點，後慢慢轉變為攤販集中場地。
- 1976年6月聯合勤務總司令部測量署所發行之《臺北市街道圖》中，華榮街之道路雛型已存在。
- 1977年6月出版之《臺北市街道圖‧北投區部分》中華榮街之名稱出現。
- 1983年臺北市政府民政局出版、中正理工學院測量工程系所編測的《臺北市行政區域圖》中，華榮街名稱存在，且劃分當時福祿里和福榮里二里。

- 1995年聯合勤務總司令部四〇一廠所編印之《臺北市街道圖》中，2020時的華光街已出現但尚無正式名稱。
- 1997年《臺北市土地使用分區圖》中，華聲電台與華聲公園東側之道路也劃為華榮街，其後[何时？]此路段改名為華光街（延伸段），成為現今可見樣貌和範圍。[1]。

### 華榮街都市更新案
因本地段為自日治時期即為繁華熱鬧的商區、道路和沿線住宅相當老舊，因此有建商自行劃定更新範圍，並於民國99年（2010年）12月15日舉辦說明會，期望進行美崙街、華榮街、貴富街、所圍街廓西南側之都市更新，更新範圍內之土地使用分區皆為第三種住宅區，建蔽率：45%、容積率：225%。

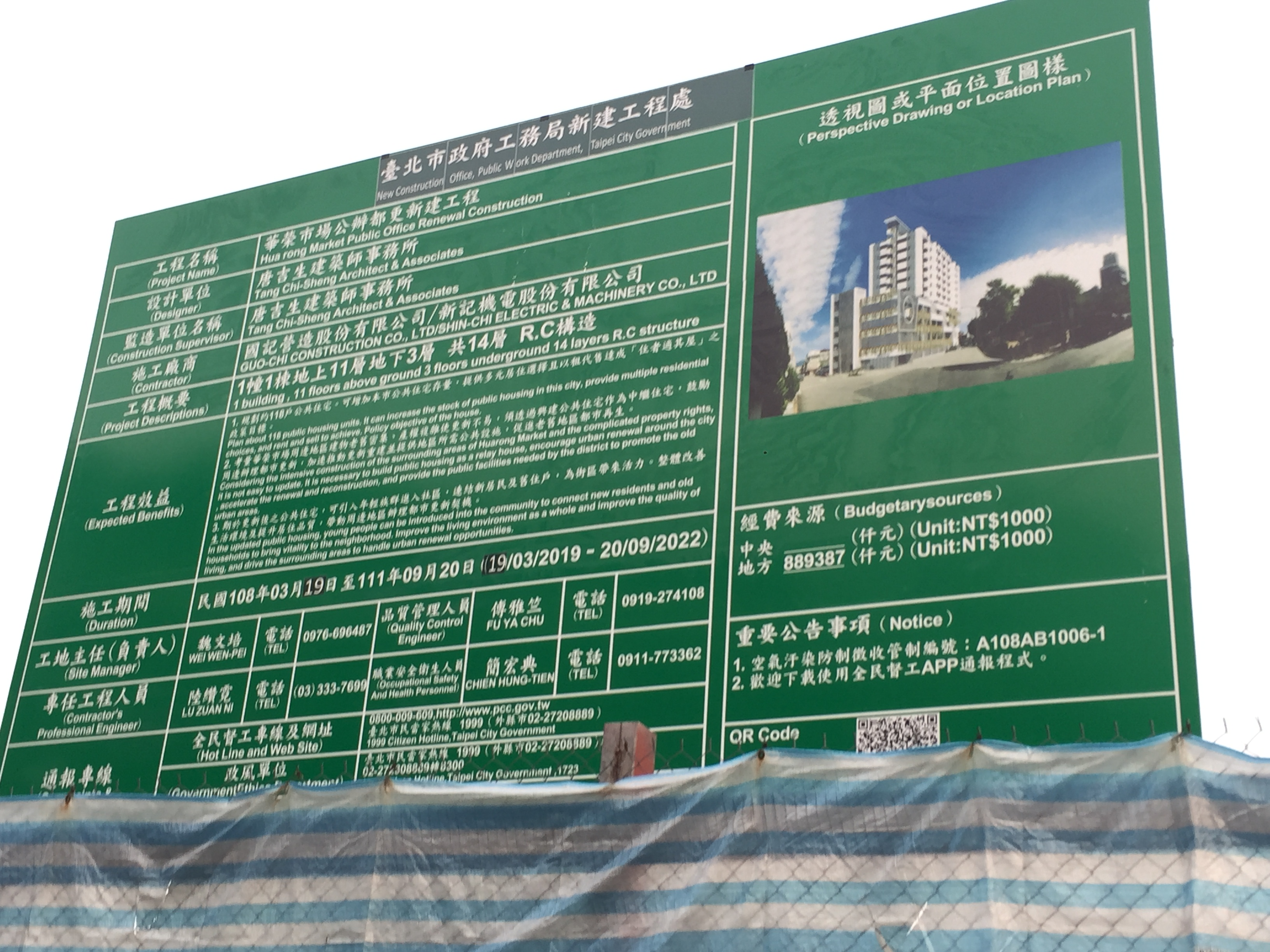
華榮市場公辦都更案

### 用地
中正路旁之華榮街部分為臺北市政府、內政部所規定之第三之一種住宅區，此道路兩側皆為第三種住宅區，段籍屬陽明段三小段。而原在中興中正路口有陽明開放醫院之存在，華聲中正路口亦有士林醫院之存在，屬醫療用地，現今不復存。

### 延伸段
華榮街延伸段（約為99號至109號），為美崙街（當時稱為美崙路）降級、整治後所產生，街道兩側主要為住宅區（華榮樂府）。

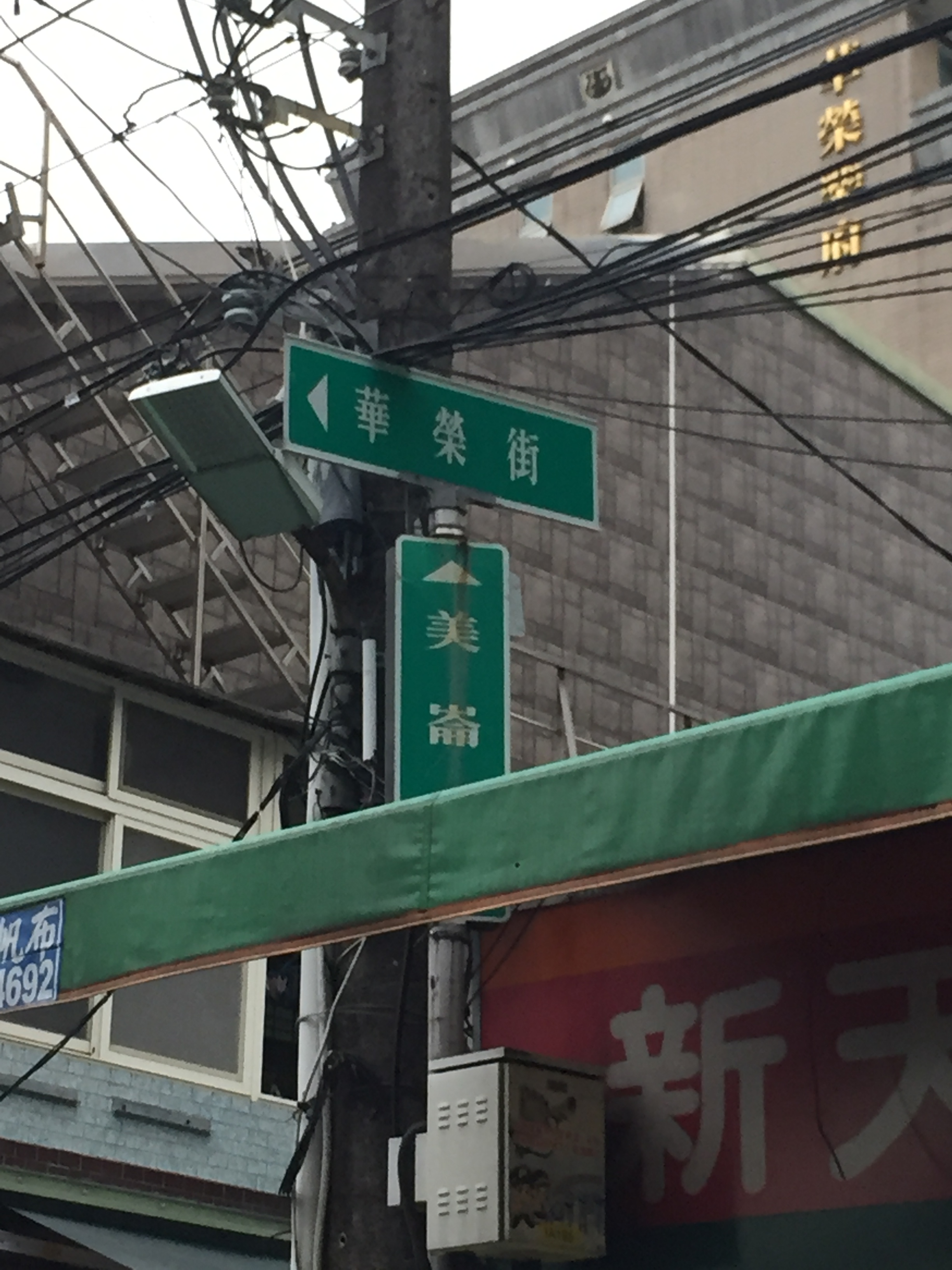
當時之第三代路牌，尚未有標劃延伸段

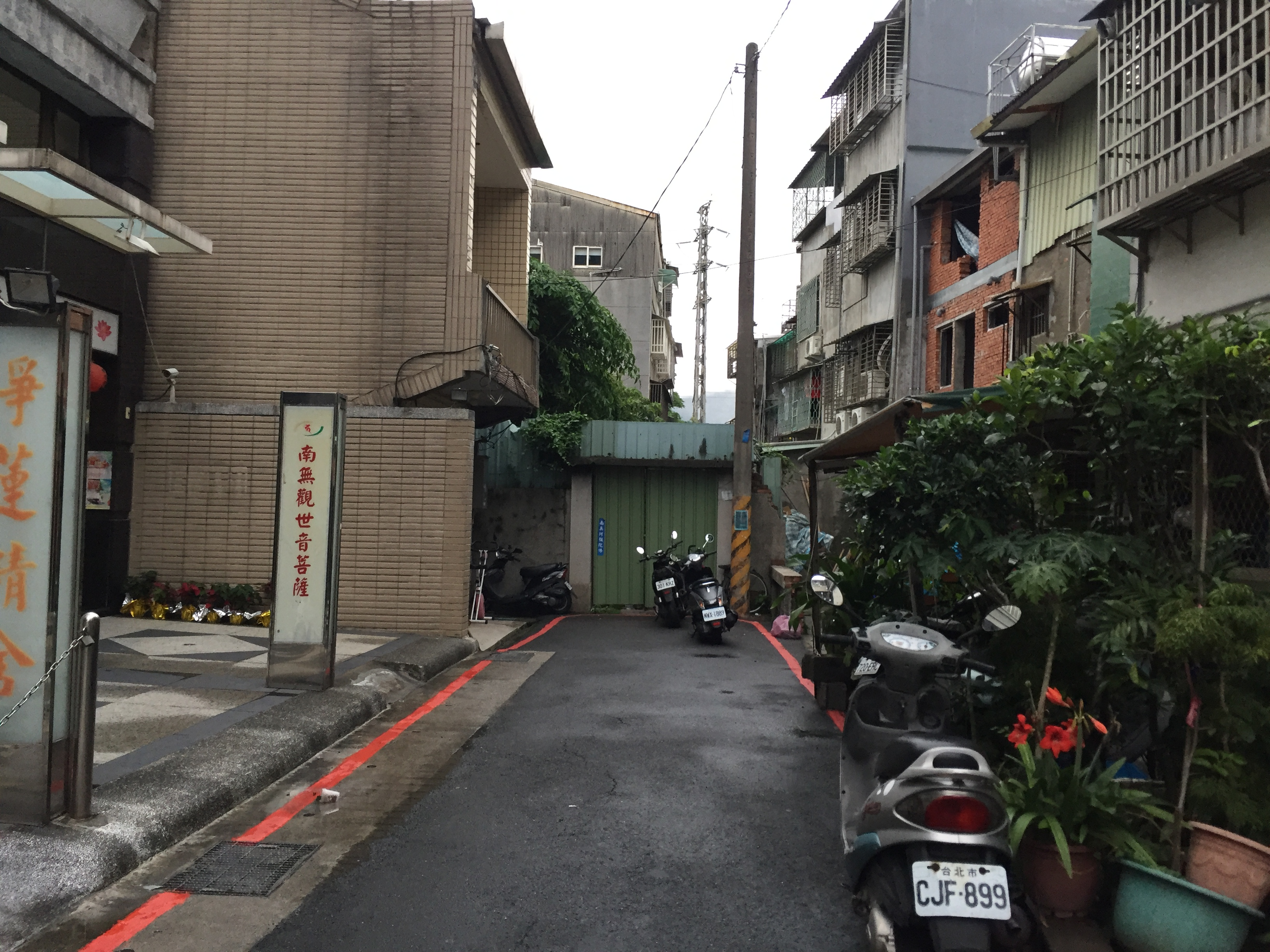
華榮街延伸段

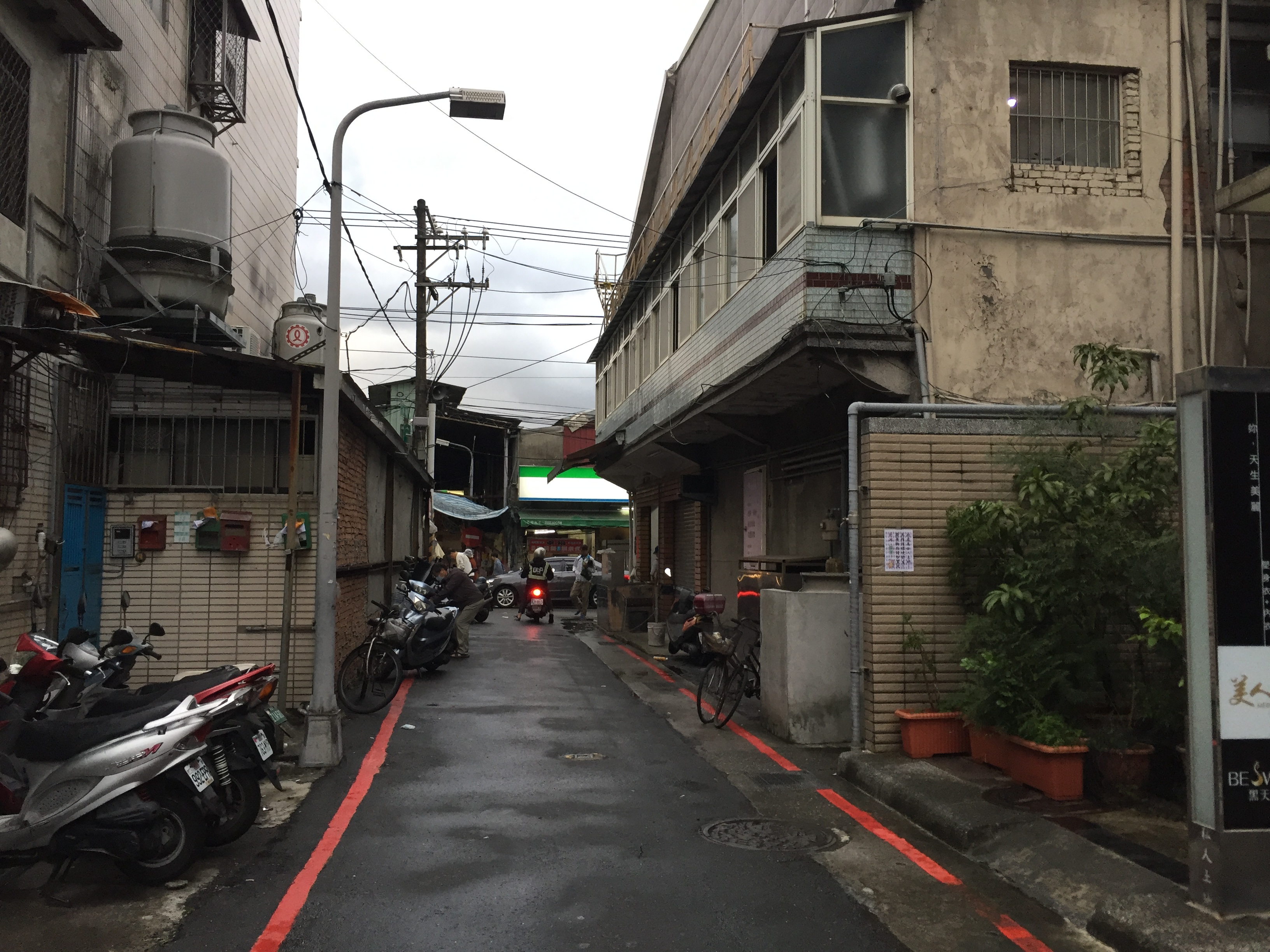
華榮街延伸段

## 交通
本路段為鋪設柏油之地面道路，因道路狹小僅有單線，且為市場地段不便汽車、機車出入，故設置為單行道，單行方向為由南至北，並依華榮街市場自治會規定於固定時段開放車輛通行。南側道路入口禁止通行時間為早上七點至下午二點，而北側道路出口禁止通行時間為早上七點至下午三點（攤販車輛為搬運貨物則可進入）。

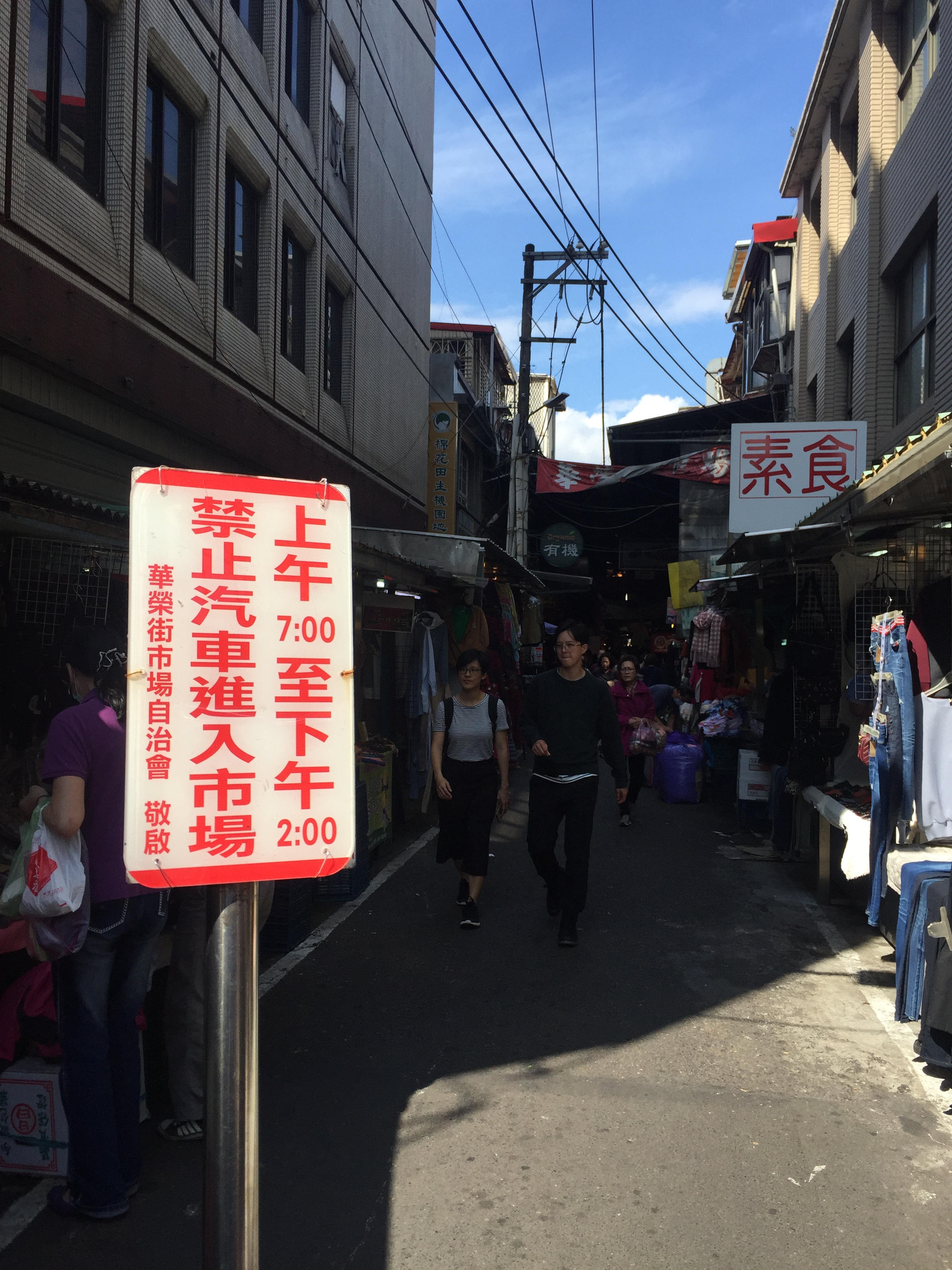
華榮街南側的禁止通行吿示牌

## 市場
華榮街攤販集中場，又稱華榮市場，為臺灣臺北市士林區士林地區福佳里的攤販集中場和傳統市場，段籍屬於陽明段三小段，無休市日，營業時間約為上午8時至24時。該市場之攤販業務於1985年由警察局移交市場處，1986年12月15日第558次首長會報通過列管，現今攤商自治會會長為張銘源。

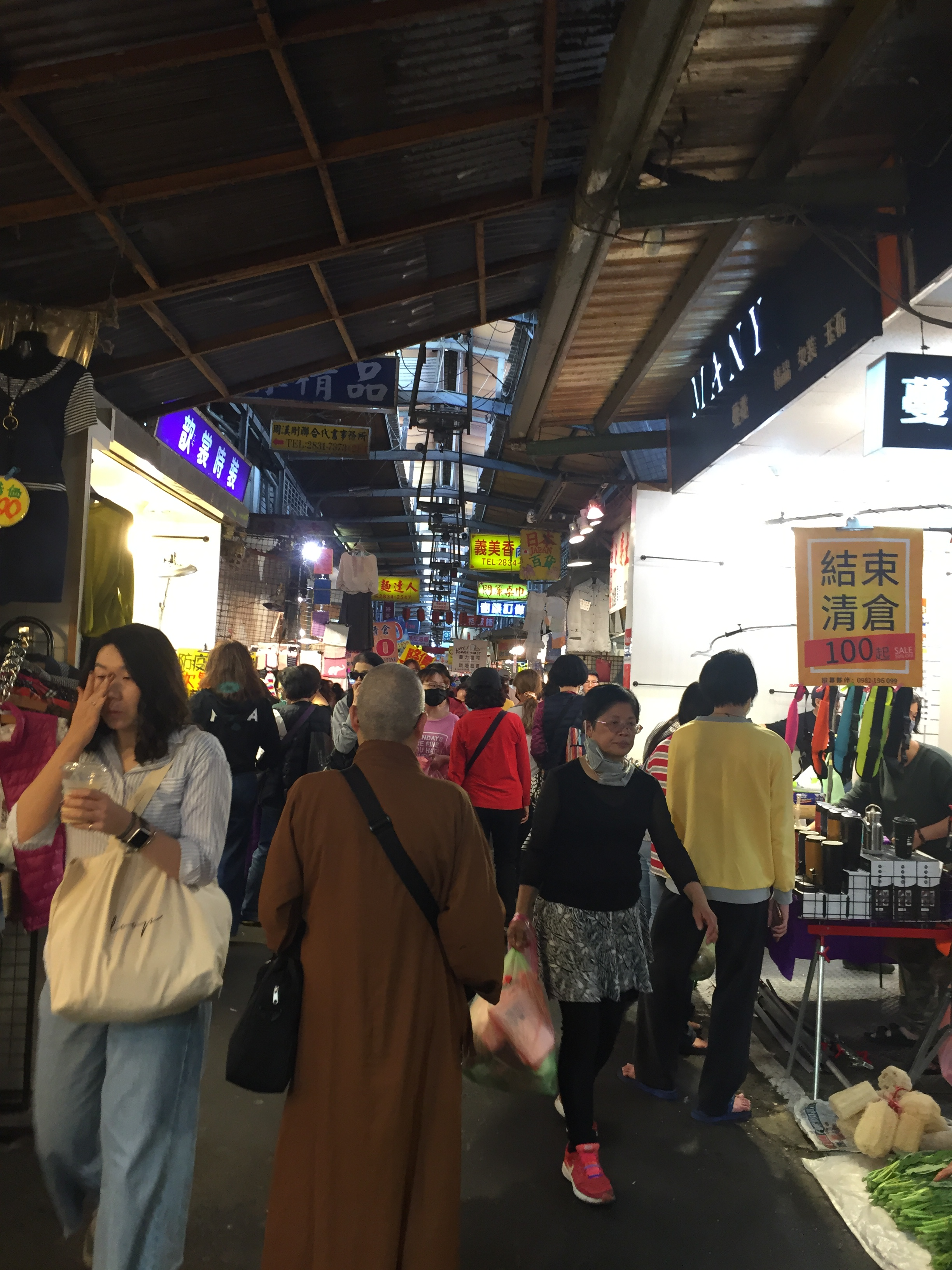
華榮市場中樣貌

華榮街市場自治會辦公處位於美崙街49巷、華光街、華聲街與華聲公園所圍出之範圍，段籍為陽明段三小段627地號，為臺北市、內政部所畫之市場用地。自治會並與臺北市立圖書館士林分館、全聯福利中心華榮店（包含地下停車場）分用同建築，該建築自2018年時起進行改建。

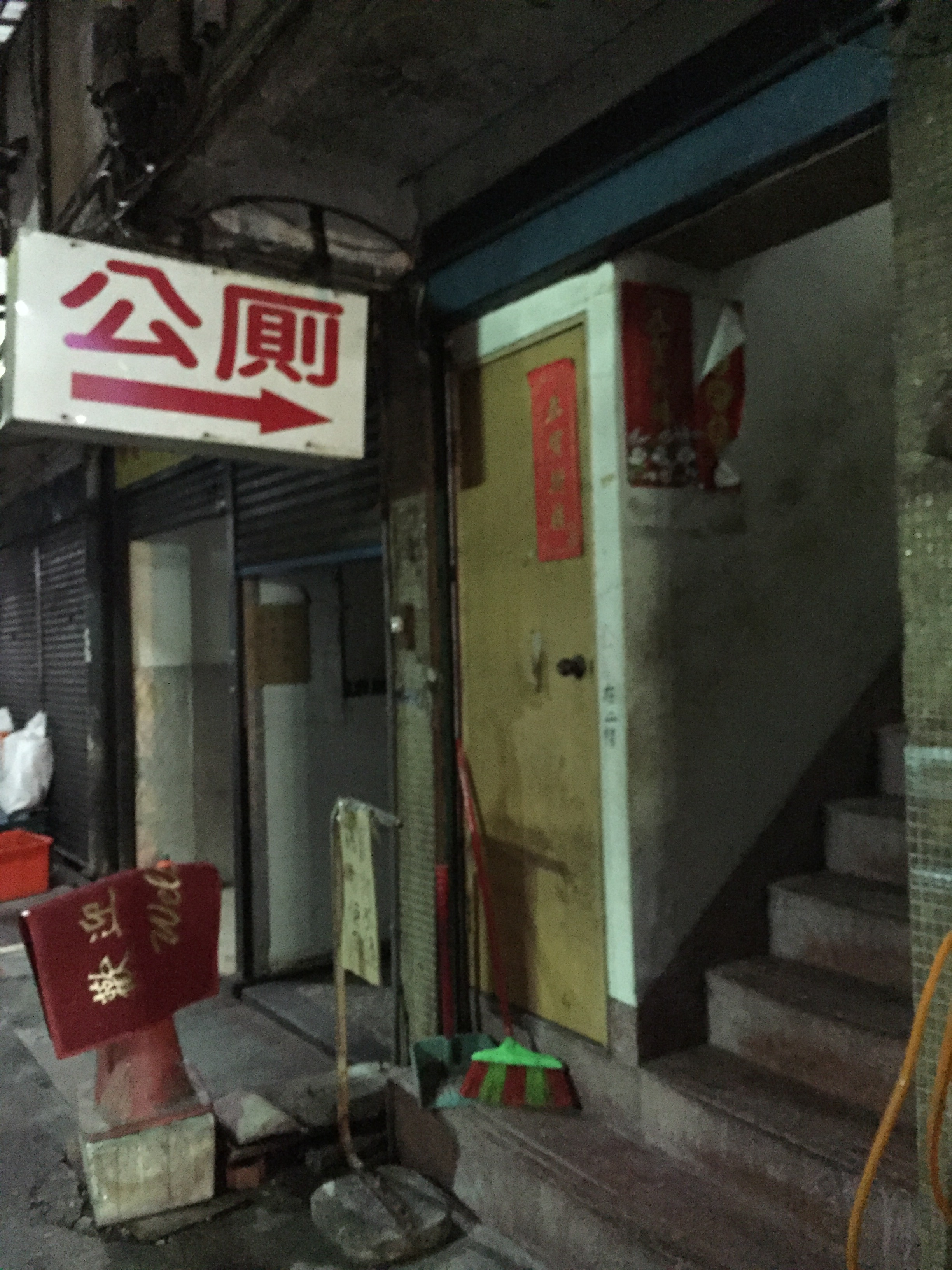
華榮市場公廁

### 文化
該市場為士林除士林夜市外的主要市集，白天以販售生鮮食品、服飾為主，晚上則以飲食為主，豬血湯、甜不辣、肉圓、蔥油餅、紅豆湯圓、水煎包等小吃皆有名氣，攤販多有30-40年歷史，知名廚師江振誠亦在附近成長。

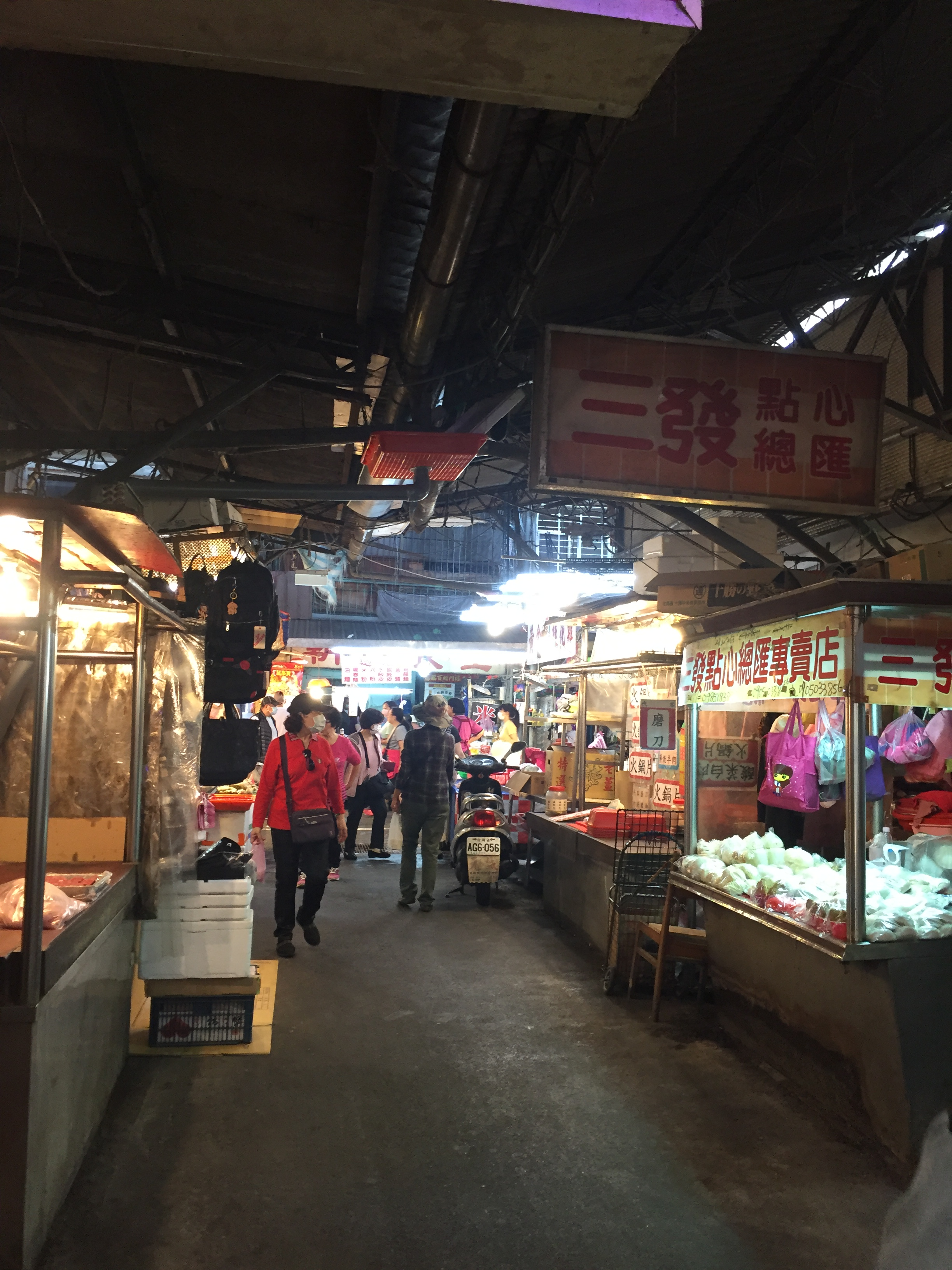
華榮街市場

由演員林美秀主唱的總鋪師 (電影)插曲
「金罵沒ㄤ」MV在華榮市場內拍攝。

### 市場辦公處都更計畫
自治會所在地點1995年以前為華聲廣播公司用地，後成為士林圖書館和華榮市場之共用建築。該建築於2014年被認定為海砂屋，又所在地百分之百為公有土地，故臺北市政府於2016年規畫採公辦都更方式，將該建築重建為包含圖書館、超市、178席車位、200戶公共住宅的19層複合式大樓，所需的15億元預算由都更、住宅、停管、市場四項基金分攤，落成後透過市場及車位租金，預計10年內回收成本，公宅部分則可作為中繼住宅以促進未來更多都更。，本案也是柯文哲在臺北市長任內首宗公辦都市更新案、「士林再生計畫」的第一案。
不過在地居民則有反對意見，質疑該基地聯外巷道狹窄，新增住戶可能形成交通、消防公安問題；量體太大也可能衝擊視覺景觀、影響附近住戶日照權等，希望可以重建為結合公共設施、公園綠地、「福德洋圳」歷史意象的立體公園。這些民眾也組成「華榮居權會」並募集706份聯署書向柯文哲市長陳情表達意見。也有民眾建議將鄰近之稅捐處、國稅局、新北市管理之機關用地一併納入都更。
面對市民質疑，臺北市政府都市更新處舉辦11次工作坊及公聽會以接納、協調民眾意見，舊建築也於2018年4月2日開始拆除，但仍遭遇民眾的抗議。都更處則於2018年4月3日表示會將建物量體從地上18層地下5層改為地上11層地下3層，總樓地板面積減少34.34%，樓層高度從60.4公尺降為43.5公尺，保留市場、圖書館等機能並加入高齡日托據點、社區公共托育家園、居家托育服務中心等社會福利設施，基地南側道路也改為行人徒步區，建物立面、戶外景觀樓梯、5樓立體花園、頂樓農園都將進行綠化，消防問題經專業人士評估沒有問題，交通問題會透過「將計畫道路上部分停車格移入地下室」的方式處理，國稅局用地則擬定於2019年開始啟動公辦都更。此外建物本身也會使用防災、節能、智慧生活、綠建築設計等數項科技，整體工程預計2021年竣工。惟至2025年7月仍未驗收啟用。
該都更計畫由圓境聯合建築師事務所負責。

## 鄰近道路
如華榮街般的早期道路（多為網格型道路），以西至文昌路 (士林區)有華光街、中興街、華興街 (士林區)、華聲街和大光街；以東至中山北路有貴富街、文林路、美德街、福壽街和福榮街；以北有前街、後街和美崙街。

### 華聲街
華聲街，為臺灣臺北市士林區福佳里之次要道路，南起於中正路 (士林區)，北迄於美崙街，沿線為柏油路面銑鋪。其中道路沿線有華聲廣播公司。

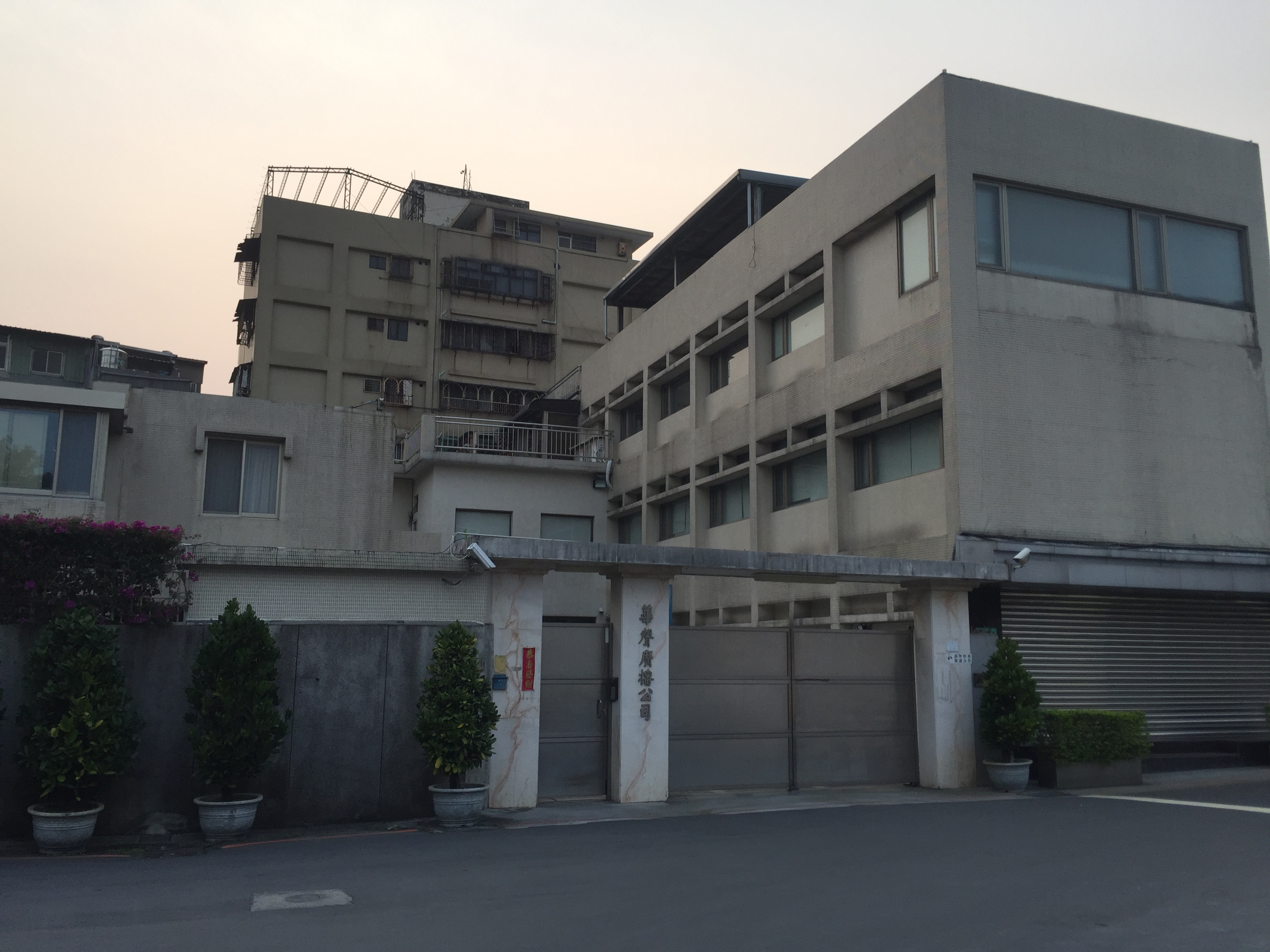
華聲廣播公司

### 中興街 (士林區)
中興街，為臺灣臺北市士林區福佳里之次要道路，南起於中正路 (士林區)，北迄於華聲公園，沿線為柏油路面銑鋪。

### 大光街
大光街，為臺灣臺北市士林區福佳里之次要道路，北起於美崙街，迄於住宅區，沿線為柏油路面銑鋪，並且無巷弄存在 （即死胡同）。

### 華光街
華光街，為臺灣臺北市士林區福佳里之次要道路，南起於中正路 (士林區)，北迄於美崙街49巷，沿線為柏油路面銑鋪。

### 貴富街
貴富街，為臺灣臺北市士林區士林地區福佳里的次要道路。東起於文林路，西迄於華榮街，屬於華榮街市場部分範圍。道路兩側皆為臺北市內政部規劃之第三種住宅區，段籍屬陽明段三小段。

### 美德街 (士林區)
美德街，為臺灣臺北市士林區的次要道路，北起於前街，南迄於文林路，橫跨中正路，沿線為柏油路面銑鋪。更多「美德街」請見消歧義美德街。

### 福壽街 (士林區)
福壽街，為臺灣臺北市士林區舊佳里之次要道路，南起於中正路 (士林區)，北迄於前街，沿線為柏油路面銑鋪。更多「福壽街」請見消歧義福壽街。

### 福榮街 (士林區)
福榮街，為臺灣臺北市士林區舊佳里之次要道路，南起於中正路 (士林區)，北迄於中山北路五段699巷，沿線為柏油路面銑鋪。更多「福榮街」請見消歧義福榮街 (消歧義)。

### 前街 (士林區)
前街，為臺灣臺北市士林區舊佳里之次要道路，西起於文林路，北迄於文林路564巷和中山北路五段777巷口，沿線為柏油路面銑鋪，並且道路途中有分岔。

### 後街 (士林區)
後街，為臺灣臺北市士林區舊佳里之次要道路，西起於文林路士林橋旁，北迄於前街，沿線為柏油路面銑鋪，途中道路縮減。

## 資料來源、腳註
1. ↑  本段落資料來源為中央研究院人文與社會中心地理資訊科學專題研究中心之「臺北市百年歷史地圖」，網址見 （页面存档备份，存于）
2. ↑  臺北市街道圖（1977）
3. ↑  臺北市行政區域圖（1983）
4. ↑  . 臺北市市場處機關入口網. 2019-12-18  [2020-02-20]. （原始内容存档于2020-09-06）.
5. 1 2  張世杰. . 好房網新聞. 2017-03-31  [2020-02-16]. （原始内容存档于2020-09-06）.
6. ↑  . 今日新聞. 2016-05-18  [2020-02-16]. （原始内容存档于2020-05-18）.
7. ↑  . 聯合新聞網. 2019-08-16  [2020-02-16]. （原始内容存档于2020-09-06）.
8. ↑  張世杰、魏莨伊. . 好房網新聞. 2016-08-10  [2020-02-20]. （原始内容存档于2020-09-06）.
9. 1 2  馮牧群. . 自由時報. 2018-04-03  [2020-02-20]. （原始内容存档于2020-09-06）.
10. 1 2 3 4  鍾泓良. . 自由時報. 2018-04-02  [2020-02-20]. （原始内容存档于2020-09-06）.
11. ↑  黃建豪. . 自由時報. 2017-04-08  [2020-02-20]. （原始内容存档于2020-09-06）.
12. ↑  林湘慈. . MyGoNews. 2017-08-11  [2020-02-20]. （原始内容存档于2020-05-18）.
13. ↑  . 2018-02-12  [2020-02-20]. （原始内容存档于2021-01-24）.
14. ↑  . 圓境聯合建築師事務所. 2018年  [2020-02-20]. （原始内容存档于2020-09-06）.

## 外部連結
1. 【華榮市場 故事篇】市場倒映出的人生百態 （页面存档备份，存于）
2. 20130731=華榮街市場(華榮夜市): 臺北市士林區華榮街1號 旁 gps: 25.09495 121.523638 大約 （页面存档备份，存于）
3. 電影「總鋪師」插曲「金罵沒ㄤ」mv影片 （页面存档备份，存于）
4. 士林人的回憶 海砂屋華榮市場大樓將都更 （页面存档备份，存于）
5. 20170331中天新聞　嘸ㄤ嘸厝！　「華榮市場」海砂屋年底拆除 （页面存档备份，存于）
6. 士林華榮街美食介紹 （页面存档备份，存于）